# 武居常
武居常（?—?），是中国唯一的女皇帝武则天的高祖父，北齊鎮遠將軍、襲壽陽公。唐朝光宅元年（684年）九月，武则天追封高祖父武居常为太尉、北平郡王，高祖母刘氏为王妃。永昌元年（689年）二月，追封武居常为赵肃恭王，刘氏为王妃。天授元年（690年）九月，武周建立，追封武居常为肃祖章敬皇帝，刘氏为章敬皇后。

## 陵墓
武居常的墓地为简陵，在今山西省文水县。
| 前任： 父亲武周严祖武克已 | 武則天的高祖父 | 繼任： 子武周烈祖武儉 |